# Metal Gear Solid Delta: Snake Eater
Metal Gear Solid Delta: Snake Eater — будущая компьютерная игра в жанре action-adventure и стелс-экшена, разрабатываемая компанией Konami. Игра представляет собой ремейк Metal Gear Solid 3: Snake Eater (2004), полностью повторяя сюжет оригинала. Действие разворачивается в 1964 году во время Холодной войны, оперативник подразделения FOX с позывным Нейкид Снейк должен спасти советского учёного-ракетчика и саботировать создание советского ядерного супероружия Шагохода, попутно вступая в противостояние со своей бывшей наставницей, Босс, которая перешла на сторону врага.
Metal Gear Solid Delta: Snake Eater — первая крупная игра во франшизе Metal Gear с момента выпуска Metal Gear Survive в 2018 году. Куратором проекта является продюсер Survive и Metal Gear Solid: Portable Ops (2006) Нориаки Окамура, помимо основного разработчика, Konami Digital Entertainment, вклад в создание игры внесла сингапурская студия Virtuos. Название Delta возникло из-за желания команды разработчиков точно воспроизвести игровой процесс и сюжет Snake Eater (хронологически являющейся началом франшизы) с современной графикой и прочими улучшениями геймплея, но без существенных отклонений от изначальной структуры. Анонс игры состоялся в мае 2023 года. Релиз проекта запланирован на 28 августа 2025 года на консолях PlayStation 5 и Xbox Series X/S, а также Microsoft Windows.

## Игровой процесс
Metal Gear Solid Delta: Snake Eater сохраняет основные игровые механики оригинала, усовершенствованные на основе предыдущих частей серии. Игрок управляет главным героем, Снейком, пересекая тропическую местность и промышленные комплексы, попутно устраняя врагов и пытаясь избежать ловушек и наблюдательных элементов, которые могут раскрыть его местоположение. Он может пользоваться оружием ближнего боя, огнестрельного оружием и гаджетами, которые помогают ему действовать незаметно и противостоять угрозам. В отличие от оригинальной версии, игрок может пользоваться огнестрельным оружием с видом от третьего лица, дебютировавшим в играх Metal Gear Solid 4: Guns of the Patriots (2008) и Metal Gear Solid: Peace Walker (2010), а затем добавленным в Metal Gear Solid: Snake Eater 3D. Ремейк вносит множество изменений как в визуальном плане, так и в игровой процесс, которые делают его ближе к современным стелс-симуляторам и улучшают геймплей по сравнению с предыдущими играми серии. Любой физический урон, такой как порезы и синяки, нанесенные Снейку, теперь отражается в реальном времени на его теле на протяжении всей игры, с целью проиллюстрировать уникальность прохождения каждого игрока. Delta также будет включать два разных стиля игрового процесса. «Modern Style» обеспечивает схему управления, основанную на современных играх и более поздних частях франшизы, а также будет включать свободно перемещающуюся камеру от третьего лица, аналогичную Metal Gear Solid 3 Subsistence и HD Edition. Между тем, «Legacy Style» воспроизводит классические элементы управления, а также вид сверху с фиксированной камерой, очень похожий на оригинальную версию Snake Eater для PlayStation 2.
В ремейк вернётся мини-игра Snake vs Monkey, в которой на игровых локациях необходимо ловить обезьян из серии Ape Escape. Версии для Playstation 5 и Windows будут соответствовать оригиналу, однако на Xbox в роли противников будут выступать персонажи франшизы Bomberman. Помимо этого, в игре появятся новые секреты, включая дополнительные предметы и камуфляжные испытания.

## Разработка
После выхода Metal Gear Solid V: The Phantom Pain (2015) создатель Metal Gear Хидэо Кодзима прекратил сотрудничество с Konami публично разорвав деловые отношения. В октябре 2015 года Хидэки Хаякава заявил, что компания откажется от разработки высокобюджетных игр и публикации крупных проектов от сторонних разработчиков и вместо этого сосредоточится на мобильных играх и релизах для аркадных автоматов. Несмотря на это, в 2018 году Konami выпустила спин-офф Metal Gear Survive без участия Кодзимы, который потерпел коммерческую неудачу.
В октябре 2021 года публицист веб-сайта Video Games Chronicle Энди Робинсон сообщил, что Konami возвращается к разработке высокобюджетных проектов и запускает в производство нескольких новых тайтлов по своим старым консольным франшизам, которые до этого находились в подвешенном состоянии, включая серии Metal Gear, а также Castlevania и Silent Hill.
Ремейк является совместным проектом внутренней студии Konami — Konami Digital Entertainment (KDE), которая трудилась над несколькими предыдущими играми серии Metal Gear, и Virtuos в качестве дополнительной студии поддержки. Ранее Virtuos помогали с портированием игр для сборника Metal Gear Solid: Master Collection. Решение Konami сделать ремейк Snake Eater вместо разработки новой части было обусловлено тем, что он является предтечей истории франшизы и, в частности, первой частью где фигурирует ключевой персонаж франшизы — Биг Босс. Руководство Konami подтвердило, что ни Хидэо Кодзима, ни главный иллюстратор оригинала, Ёдзи Синкава, не участвуют в создании ремейка, однако команда разработчиков стремится создать точную адаптацию первоисточника и не будет вносить в сюжет каких-либо новых элементов.
Символ дельты в названии игры «соответствует концепции проекта ремейка. Дельта означает „перемену“ или „разницу“ без изменения структуры». Очевидно, имеется в виду использование этого символа в математике и естественных науках для обозначения количественного изменения. В свою очередь фанаты в шутку прозвали игру «Metal Gear Solid Triangle» (Треугольник). В ремейке будет использоваться озвучка из оригинальной версии Snake Eater. В качестве игрового движка выбран передовой Unreal Engine 5, что делает игру первой в серии, после роспуска Kojima Productions, в которой не используется собственный движок издателя Fox Engine, на котором базировалась предыдущая часть — Metal Gear Survive.

## Продвижение
Анонс Metal Gear Solid Delta: Snake Eater состоялся 24 мая 2023 года на PlayStation Showcase 2023 вместе с Metal Gear Solid: Master Collection Vol. 1, в который входит оригинальная версия Snake Eater. После презентации игра была подтверждена для Windows и Xbox Series X/S. Трейлер игрового процесса был представлен 25 октября 2023 года во время презентации Microsoft Xbox Partner Preview. В рекламном ролике PlayStation, опубликованным в начале года, была опубликована предварительная дата релиза — 2024 год. Полноценный трейлер был продемонстрирован во время презентации Microsoft Xbox Games Showcase 9 июня 2024 года, в котором также фигурировали обновлённые образы второстепенных персонажей, таких как Майор Зеро, Парамедик, Оцелот и Босс. На следующий день Konami выпустила видеофрагмент своего веб-сериала Metal Gear Solid Legacy с участием актёра Дэвида Хейтера, озвучивавшего Снейка в оригинале, и продюсера Нориаки Окамуры, в котором были раскрыты дополнительные подробности игрового процесса и графических улучшений ремейка. Окамура также обсудил будущую игру во время круглого стола в официальном подкасте Xbox 11 июня.
Metal Gear Solid Delta: Snake Eater планируется выпустить на PlayStation 5, Xbox Series X/S, а также Windows ориентировочно в 2024 году. Помимо стандартного издания игры для PS5 и Xbox Series X также будут представлены Deluxe Edition и Collector’s Edition. Оба издания будут поставляться в стальном футляре с оригинальной японской иллюстрацией Snake Eater (изображающей Нейкид Снейка и Босса) нарисованной Ёдзи Синкавой, а также нашивкой FOX и ваучерами на дополнительный загружаемый контент (DLC). В комплект Deluxe Edition также входит металлический брелок для ключей и различные изображения. Collector’s Edition включает ещё одну нашивку, отсылающий к прыжку Снейка в HALO во вступительной части игры, копию ключ-карты, основанную на тех, которые используются для доступа к новым областям игры, и фигурку Снейка под деревом («Террариумную диораму»). Отдельное коллекционное издание планируется выпустить в регионах EMEA.